# 騶奭
騶奭（？—？），中国战国齐国稷下学宫学者，采用邹衍学说入自己之文，人称雕龙奭。受到齐王的赏识，在稷下学宫与慎到、田骈齐名。齐王为他们修建豪宅。

## 著作
騶奭著《騶奭》12篇，归属阴阳家。

## 延伸阅读
[在维基数据编辑]
 《史記/卷074》，出自司馬遷《史記》